# Choloma (gmina)
Choloma – gmina (municipio) w północnym Hondurasie, w departamencie Cortés. W 2010 roku zamieszkana była przez ok. 276,87 tys. mieszkańców. Siedzibą administracyjną jest miasto Choloma, trzecie pod względem liczby ludności miasto w kraju.

## Położenie
Gmina położona jest w północnej części departamentu. Graniczy z 5 gminami:
- Omoa od północy i zachodu,
- Puerto Cortés od północy i wschodu,
- El Progreso od południowego wschodu,
- La Lima i San Pedro Sula od południa.

## Miejscowości
Według Narodowego Instytutu Statystycznego Hondurasu na terenie gminy położone były następujące miasta i wsie:

- Choloma
- Banderas
- Buenos Aires de California
- El Barreal No.1
- El Chorrerón
- El Guanacaste
- El Higuero
- El Ocotillo Occidental
- El Planchón de Lupo Viejo
- El Portillo
- El Rancho
- El Tamarindo
- Finca Tibombo
- La Bueso

## Demografia
Według danych honduraskiego Narodowego Instytutu Statystycznego na rok 2010 struktura wiekowa i płciowa ludności w gminie przedstawiała się następująco:
| Wiek      | 0–3    | 4–6    | 7–12   | 13–17  | 18–24  | 25–64   | 65+   | razem   |
| Choloma   | 30 616 | 21 333 | 36 265 | 26 852 | 41 456 | 112 833 | 7 508 | 276 863 |
| Mężczyźni | 15 306 | 10 343 | 17 868 | 12 730 | 18 845 | 51 896  | 3 283 | 130 272 |
| Kobiety   | 15 309 | 10 990 | 18 396 | 14 122 | 22 611 | 60 938  | 4 224 | 146 591 |